# Fabrizio Zilibotti
Fabrizio Zilibotti (Vignola, 7 settembre 1964) è un economista italiano, titolare della cattedra di "Tuntex Professor of International and Development Economics" presso l'Università di Yale.

## Biografia
Fabrizio Zilibotti è originario di Vignola, provincia di Modena. È cresciuto a Bologna e si è laureato presso l'Università di Bologna nel 1989. Ha studiato alla London School of Economics, dove ha ottentuto i titoli di "Master of Science" (M.Sc.) nel 1991 e di "Ph.D. in Economics" nel 1994. È inoltre insignito del titolo di "Master of Arts" (M.A. privatim) honoris causa presso la Yale University (2018).
Anteriormente all'attuale incarico, Zilibotti era stato professore ordinario presso University College London, Università di Zurigo, e l'Institute for International Economic Studies a Stoccolma. È co-editore della rivista "Econometrica", dopo essere stato nel passato editore principale della Review of Economic Studies (2002-2006) e del Journal of the European Economic Association (2009-2014). Inoltre, è un editore associato del Journal of Economic Growth e di China Economic Review. È un fellow della Econometric Society, dell'NBER e del CEPR. e membro honoris causa dell'Academia Europæa. Nel 2016, Zilibotti è stato il Presidente della European Economic Association.
Ha pubblicato articoli in numerose riviste internazionali, tra cui American Economic Review, Econometrica, Journal of Political Economy, Quarterly Journal of Economics e la Review of Economic Studies.

## Pubblicazioni (selezione)
- Tianyu Fan, Michael Peters e Fabrizio Zilibotti, Growing Like India: the Unequal Effects of Service-Led Growth, in Econometrica, vol. 91, n. 4, 2023,  pp. 1457-1494, DOI:10.3982/ECTA20964.
- Francesco Agostinelli, Matthias Doepke, Giuseppe Sorrenti e Fabrizio Zilibotti, When the great equalizer shuts down: Schools, peers, and parents in pandemic times, in Journal of Public Economics, n. 206, 2022, DOI:10.1016/j.jpubeco.2021.104574.
- Michael Koenig, Zheng Song, Kjetil Storesletten e Fabrizio Zilibotti, From Imitation to Innovation: Where Is All That Chinese R&D Going?, in Econometrica, n. 90, 2022,  pp. 1615-1654, DOI:10.3982/ECTA18586.
- Andreas Mueller, Kjetil Storesletten e Fabrizio Zilibotti, Sovereign Debt and Structural Reforms., in American Economic Review, vol. 109, n. 12, 2019,  pp. 4220-59, DOI:10.1257/aer.20161457.
- Matthias Doepke e Fabrizio Zilibotti, Parenting with Style: Altruism and Paternalism in Intergenerational Preference Transmission, in Econometrica, vol. 85, n. 5, 2017,  pp. 1331-1371, DOI:10.3982/ECTA14634.
- Michael Koenig, Dominic Rohner, Mathias Thoenig e Fabrizio Zilibotti, Networks in Conflict: Theory and Evidence from the Great War of Africa, in Econometrica, vol. 85, n. 4, 2017,  pp. 1093--1132, DOI:10.3982/ECTA13117.
- Fabrizio Zilibotti, Growing and Slowing Down Like China, in Journal of the European Economic Association, vol. 15, n. 5, 2017,  pp. 943-988, DOI:10.1093/jeea/jvx018.
- Michael Koenig, Jan Lorenz e Fabrizio Zilibotti, Innovation vs. Imitation and the Evolution of Productivity Distribution, in Theoretical economics, vol. 11, n. 3, 2016,  pp. 1053-1102, DOI:10.3982/TE1437.
- Zheng Song, Kjetil Storesletten, Yikai Wang e Fabrizio Zilibotti, Sharing High Growth across Generations: Pensions and Demographic Transition in China., in American Economic Journal: Macroeconomics, vol. 7, n. 2, 2015,  pp. 1--39, DOI:10.1257/mac.20130322.
- Dominic Rohner, Mathias Thoenig e Fabrizio Zilibotti, War Signals: A Theory of Trade, Trust, and Conflict, in Review of Economic Studies, vol. 80, n. 3, 2013,  pp. 1114--1147, DOI:10.1093/restud/rdt003.
- Zheng Song, Kjetil Storesletten e Fabrizio Zilibotti, Rotten Parents and Disciplined Children: A Politico-Economic Theory of Public Expenditure and Debt, in Econometrica, vol. 80, n. 6, 2012,  pp. 2785--2803, DOI:10.3982/ECTA8910.
- Zheng Song, Kjetil Storesletten e Fabrizio Zilibotti, Growing Like China, in American Economic Review, vol. 101, n. 1, 2011,  pp. 196--233, DOI:10.1257/aer.101.1.196.
- Matthias Doepke e Fabrizio Zilibotti, Occupational Choice and the Spirit of Capitalism, in Quarterly Journal of Economics, vol. 123, n. 2, 2008,  pp. 747--793, DOI:10.1162/qjec.2008.123.2.747.
- Philippe Aghion, Robin Burgess, Stephen Redding e Fabrizio Zilibotti, The Unequal Effects of Liberalization: Evidence from Dismantling the License Raj in India., in American Economic Review, vol. 98, n. 4, 2008,  pp. 1397--1412, DOI:10.1257/aer.98.4.1397.
- Daron Acemoğlu, Philippe Aghion, Claire Lelarge, John Van Reenen e Fabrizio Zilibotti, Technology, Information, and the Decentralization of the Firm, in Quarterly Journal of Economics, vol. 122, n. 4, 2007,  pp. 1759--1799, DOI:10.1162/qjec.2007.122.4.1759.
- Daron Acemoğlu, Philippe Aghion e Fabrizio Zilibotti, Distance to Frontier, Selection, and Economic Growth, in Journal of the European Economic Association, vol. 4, n. 1, 2006,  pp. 37--74, DOI:10.1162/jeea.2006.4.1.37.
- Matthias Doepke e Fabrizio Zilibotti, The Macroeconomics of Child Labor Regulation., in American Economic Review, vol. 95, n. 5, 2005,  pp. 1492--1524, DOI:10.1257/000282805775014425.
- John Hassler, Jose V. Rodriguez Mora, Kjetil Storesletten e Fabrizio Zilibotti, The Survival of the Welfare State., in American Economic Review, vol. 93, n. 1, 2003,  pp. 87--112, DOI:10.1257/000282803321455179.
- Daron Acemoğlu e Fabrizio Zilibotti, Productivity Differences, in Quarterly Journal of Economics, vol. 116, n. 2, 2001,  pp. 563-606, DOI:10.1162/00335530151144104.
- Ramon Marimon e Fabrizio Zilibotti, Unemployment vs. Mismatch of Talents: Reconsidering Unemployment Benefits, in The Economic Journal, vol. 109, n. 455, 1999,  pp. 266--291, DOI:10.1111/1468-0297.00432.
- Daron Acemoğlu e Fabrizio Zilibotti, Was Prometheus Unbound by Chance? Risk, Diversification, and Growth, in Journal of Political Economy, vol. 105, n. 4, 1997,  pp. 709--751, DOI:10.1086/262091.

## Premi
Nel 2009, Zilibotti è stato insignito dell'Yrjö Jahnsson Award da parte della European Economic Association per "il suo notevole contributo alla comprensione di come l'innovazione tecnologica influenza la crescita economica in diverse fasi dello sviluppo economico. [Zilibotti] ha anche contribuito all'analisi positiva dello stato del benessere, spiegando come le forze economiche e politiche interagiscano nel determinare la redistribuzione del governo." Il premio fu condiviso con John van Reenen della London School of Economics.
Nel 2012, Zilibotti ha ricevuto il Sun Yefang Award conferitogli dalla Chinese Academy of Social Science per il suo articolo Growing like China (scritto in collaborazione con Zheng Song e Kjetil Storesletten)